# 東京都における2019年コロナウイルス感染症の流行
東京都における2019年コロナウイルス感染症の流行（とうきょうとにおける2019ねんコロナウイルスかんせんしょうのりゅうこう）では、日本における新型コロナウイルス感染症（COVID-19）の流行のうち、東京都内での流行について述べる。
東京都内で初めて患者が確認されたのは2020年1月24日で、同年2月13日には東京都内居住者の感染が初めて確認された。東京都は同年3月26日、新型インフルエンザ等対策特別措置法に基づき、「東京都新型コロナウイルス感染症対策本部」を設置した。
2022年7月31日時点で東京都内の1日当たりの感染者数が最も多かった日は、2022年7月28日に確認された40,406人である。

## 感染者数
2022年頭に韓国に抜かれるまでは東京が統計に疑問がある中国を除いた東アジアの都市で一番累積が多かった。

### 感染者数の集計体制
東京都によれば、PCR検査や抗原検査で「陽性」と確認された日から、都が公表するまでに3日ほどかかるという。その理由はアナログな集計方法にある。医師が「新型コロナウイルス感染症発生届」を作成してファックスで保健所に送信し、保健所が内容を確認してファックスで東京都の感染症対策部に送信する。都が発表する感染者の人数は週前半に少なく、週後半に多い傾向があった。また、東京都は、毎日の午前9時までに報告された人数を発表している。

## 集団感染（クラスター）発生事例
本節では、集団感染が疑われるケースも記載する。

### 屋形船での新年会
2020年2月14日、前月18日に屋形船で行われた都内の個人タクシー組合支部の新年会の出席者から複数の感染者が確認された。うち2人は2月13日に感染が確認された70代のタクシー運転手の男性の関係者だった。新年会の数日前、屋形船の従業員が武漢市からの旅行者を接客したという。

### 病院（院内感染）

#### 永寿総合病院
2020年3月25日、東京都台東区で最も規模の大きい永寿総合病院で、入院患者および看護師十数人の感染が判明した。東京都によると、院内での集団感染が疑われるケースは都内で初めてだという。台東区の服部征夫区長は、医療機関の関係者で構成される台東区新型コロナウイルス感染症対策協議会を設置し、また同病院の受診者や区民を対象とした専用相談電話を、それぞれ病院および区に開設すると発表した。なお、このクラスターも屋形船に由来する可能性があると見られる。
それ以降も相次いで関係者の感染が確認され、5月9日の時点で、患者131人、職員83人（常勤医師8人、看護師・看護助手60人、事務員・技師・委託業者等15人）の計214人の感染と患者42人の死亡が判明している。

#### 都立墨東病院
墨田区の都立墨東病院では、2020年4月9日に患者1人と委託職員1人の感染が確認され（発表は14日）、4月28日までに患者13人、職員27人、委託職員3人の計43人の感染と患者4人の死亡が確認されている。

### 舞台
東京都新宿区の新宿シアターモリエールで2020年6月25日から7月5日に行われた舞台「THE★JINRO―イケメン人狼アイドルは誰だ!!―」で、出演者・スタッフ・観客など30人以上の集団感染が確認された。演劇関係では初のクラスター発生とみられる。小規模な劇場のため公演中は密閉状態となり、体調不良の出演者がいながら上演を強行した疑いや、一部の出演者は出待ちしたファンに握手やサインなどをしたり、出演者ら全関係者が濃厚接触者と指定されるなどソーシャルディスタンス維持ができていなかった可能性があり、東京都は会場と主催者側に詳しい状況を調査する考えを示した。

## 行政対応

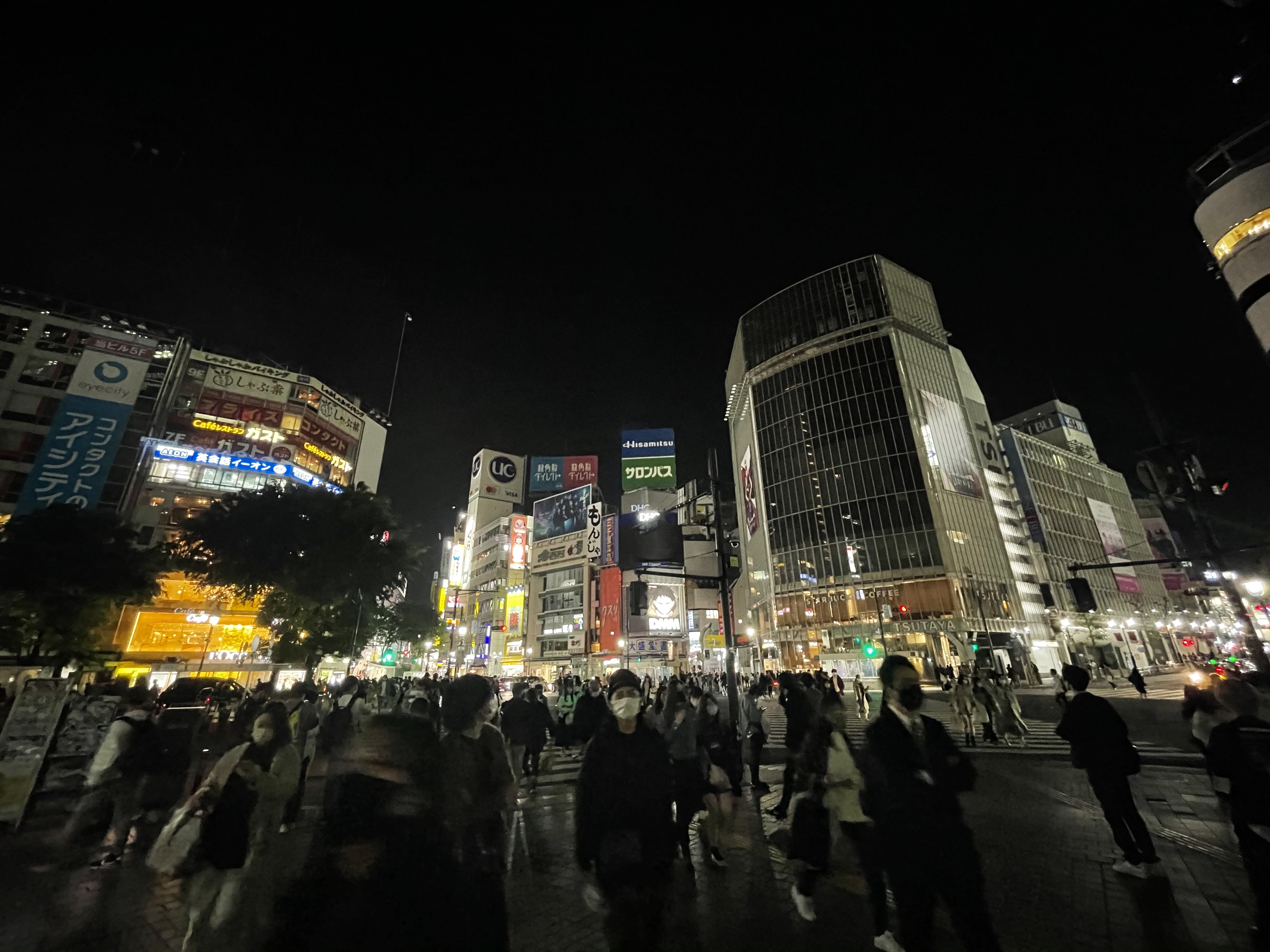
東京都からの要請を受けて消灯した渋谷駅前の大型ビジョン（2021年4月27日、午後8時18分）

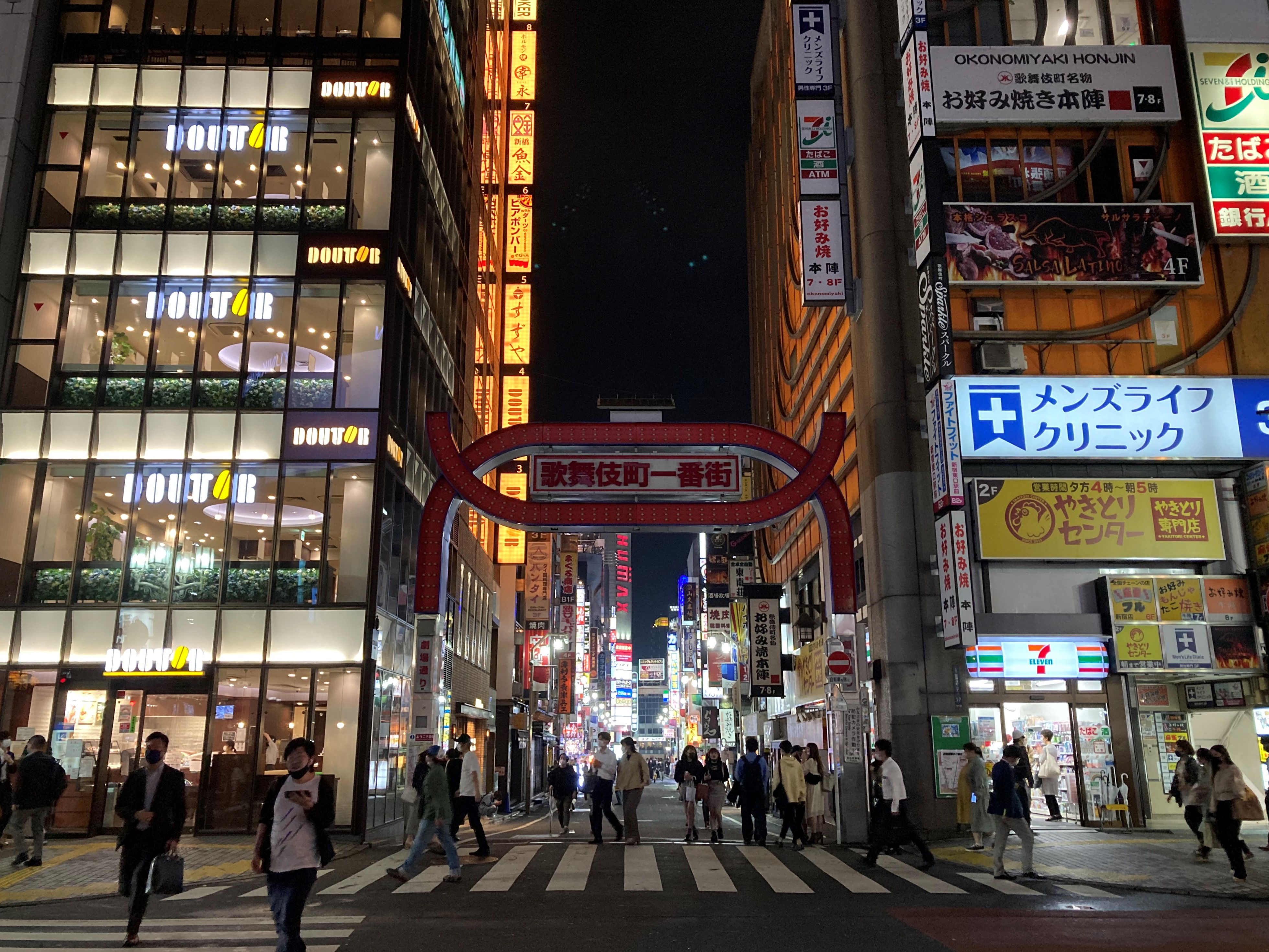
ネオンの消灯した新宿歌舞伎町一番街入口（2021年5月19日、午後8時28分）

- 2020年6月、品川区役所は全区民に1人当たり3万円、中学生以下には5万円を支給すると発表した[18]。
- 2020年7月9日、新宿区役所は感染により仕事などに影響が出る人がいるとして、感染が確認された区民に1人当たり10万円の見舞い金を支給することを決めた[19]。
- 2020年9月1日、千代田区議会は全区民に1人あたり12万円を給付する新型コロナウイルス対策を含む補正予算案を可決した[20]。
- 2020年9月2日、立川市は、独自施策として、コロナ禍における市民への生活支援・お見舞いとして、 一人あたり1万円の給付を決定した[21]。
- 2021年1月7日、東京都は新型コロナウイルス対策の特別措置法に基づき、同月8日から2月7日までの間、居酒屋を含む飲食店、喫茶店、バー、カラオケ店などに対して営業時間を午後8時までに短縮するよう要請した。要請に応じた事業者に対しては店舗ごとに「感染拡大防止協力金」を支給し、その金額は全期間応じた場合は186万円とした。また、準備に時間がかかる事業者を考慮し、同月12日から全面的に応じた場合には162万円支給するとした[22]。

### 東京アラート
東京都によれば、東京アラートは「都内の感染状況を都民の皆様に的確にお知らせし、警戒を呼び掛けるもの」である。早期に警戒情報を出して感染の再拡大を防ぐのが目的である。東京アラートによって都民の生活に制約が課されることはなく、あくまで都による警戒の呼びかけにとどまる。
6月2日に、夜の繁華街や病院を中心に感染が拡大する危険性があるとして、東京アラートが発令された。レインボーブリッジと東京都庁が赤くライトアップされた。ジャーナリストの佐々木俊尚はラジオ番組にて「東京アラートとは何だろうと思って、検索エンジンで検索したが、何をすればいいのかを説明しているサイトもニュースも無かった」と、東京アラートのわかりにくさを指摘した。また、ダイヤモンド社は「真っ赤なレインボーブリッジに人だかり 新たな基準は分かりにくいと不評」「休業要請基準とアラートは無関係 発令から10日であっさり廃止」などの小見出しで、東京アラートの問題点を指摘している。
東京アラートは発令10日目の6月11日に解除された。小池は6月12日、東京アラートと段階的休業要請の仕組みを終了することを表明した。15日にはアラートを出す基準の見直しを検討することにした。アラート解除後の2週間（6月12〜25日）の感染者数は合計500人であり、その前の2週間（5月29〜6月11日）の合計252人と比べてほぼ2倍に増えている。東京都は経済活動が再び停滞することを懸念して、アラートの再発令には慎重な姿勢だった。

### 東京都COVID-19対策サイト
東京都COVID-19対策サイトは、東京都が都内におけるCOVID-19の感染拡大状況等を公開するウェブサイトである。
一般社団法人Code for Japanが東京都の委託により開発した。2020年3月3日の公開以降、1日100万PVを超えている。また、公的機関のウェブサイトとしては異例だが、GitHubを通してオープンソースとなっており、フィードバックなどを受け付けている。その特性を活かし、他県版などの派生サイトも多く登場している。この他、台湾のIT担当大臣であるオードリー・タン (繁体字中国語: 唐鳳) がフィードバックに参加したことも話題になった。
見やすく、シンプルなデザインでリアルタイムの情報を提供している。オープンソースで、誰でも二次利用することができる。また、日本語、英語、中国語 (簡体字、繁体字)、韓国語、やさしいにほんごの6言語に対応する。検査の実施状況や、感染者数などの情報がグラフを中心としたデザインで表示され、最新のニュースや相談方法なども解説されている。

#### 感染防止徹底宣言ステッカー

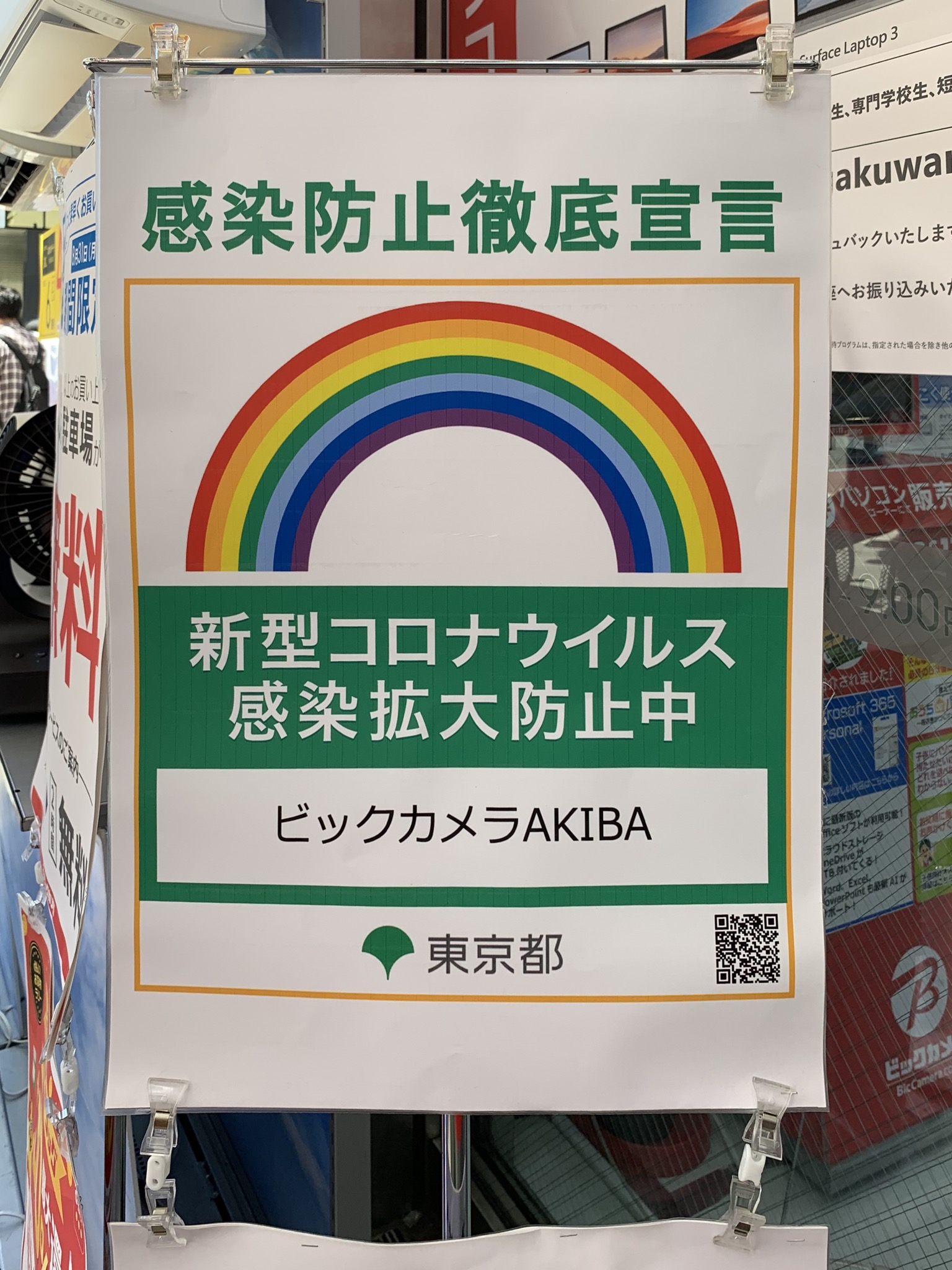
東京都「感染防止徹底宣言ステッカー」の掲示例（集団感染が確認された店舗とは無関係）。

東京都は、都が策定した事業者向け感染拡大防止ガイドラインの徹底に取り組んでもらうことを目的に「感染防止徹底宣言ステッカー」を発行した。メディアでは虹のステッカーとも通称される。事業者が感染拡大防止のために取り組むべきチェックリストをWeb上でチェックし、オンライン発行されるもので、事業者が感染防止対策に取り組んでいることを示す目安とする。小池は7月15日の会見で、都のガイドラインを遵守しない飲食店などについては「利用を避けて」と呼びかけるとともに、事業者に対しては都が示したガイドラインを守っていることを示す「感染防止徹底宣言ステッカー」を掲示するよう求めた。8月13日時点でステッカーの発行は約17万5千件、枚数は約19万枚に達した。3日から飲食店などに「時短営業」を要請するにあたり、ステッカーの掲示を協力金の受給条件にしたこともあり、掲示する店舗は徐々に増加した。小池は「100万枚を目指し、東京中を虹のマークで埋め尽くしていきたい」としている。
ステッカーは、都のホームページでチェック項目を入れると誰でも印刷できる仕組みになっている。8月にはステッカーを掲示していた飲食店での集団感染が確認され、東京都は「ガイドラインがどの程度守られていたのか確認していく」としている。

## 流行の動向

### 2020年

#### 1月
1月24日、中華人民共和国から来日した湖北省武漢市在住の40代男性旅行者が、東京都内で初めての新型コロナウイルス感染症患者と確認された。同月15日に神奈川県で確認された感染者に続いて、国内2例目となった。この患者は来日前に医療機関を2度受診していたが、肺炎の診断はなく経過観察となり、来日後の同月20日に日本国内の医療機関を受診した際も診断は変わらなかった。しかし、発熱と咽頭痛が続いて同月22日に再受診したところ、肺炎像を認め、都内の医療機関に転院し、入院した。入院中に症状は落ち着き、その後、退院した。

#### 2月
2月13日、東京都内在住の70代のタクシー運転手の男性について、新型コロナウイルスの検査で陽性反応が出たことが判明した。都内で4例目の感染事例で、東京都在住者および日本国籍者としては初めての感染者となった。外国への渡航歴はなく、中国人客の乗車もなかったという。

#### 3月
3月24日、東京都内の感染者は18人増えて累計で171人となり、それまで感染者数で1位だった北海道の162人を抜いて都道府県別で国内最多となった。
同月26日、東京都は新型インフルエンザ等対策特別措置法に基づき、「東京都新型コロナウイルス感染症対策本部」を設置した。
同月28日、新たに64人の感染が確認された。東京都では27日まで3日連続で40人以上の感染者が確認されており、感染の拡大防止のため外出を自粛するよう要請している。
同月29日、新たに72人の感染が確認され、1日の感染者数で過去最多を更新した。そのうち20数人は台東区の病院の関係者である。同日深夜、同月23日に感染が確認されたタレントの志村けんが都内の病院で死去。
同月31日、新たに78人の感染が確認された。そのうち49人は感染経路不明である。

#### 4月
4月1日、新たに67人の感染が確認された。そのうち44人の感染経路が不明である。
同月2日、新たに98人の感染が確認された。そのうち35人の感染経路が不明である。
同月3日、新たに92人の感染が確認された。そのうち61人の感染経路が不明である。また、永寿総合病院の入院患者2人の死亡が確認された。
同月4日、新たに118人の感染が確認された。そのうち82人の感染経路の不明である。また、永寿総合病院の患者3人など5人の死亡が確認された。
同月5日、新たに141人の感染が確認された。そのうち45人は感染者の濃厚接触者、4人は海外からの帰国者で、96人の感染経路が不明である。これにより東京都の感染者数は1,000人を超え、1,033人となった。
同月6日、新たに85人の感染が確認された。そのうち76人の感染経路が不明である。また、安倍首相が同月7日に緊急事態宣言を出す方針を示した。
同月7日、新たに87人の感染が確認された。そのうち64人の感染経路が不明である。また、永寿総合病院の入院患者である90代女性1人の死亡が確認された。同日、東京を始めとする7都府県（東京都、大阪府、神奈川県、埼玉県、千葉県、兵庫県、福岡県）に緊急事態宣言が正式に発令された
4月8日、新たに156人の感染が確認された。そのうち110人の感染経路が不明である。また、永寿総合病院の入院患者3人など4人の死亡が確認された。
4月9日、新たに183人の感染が確認された。そのうち128人の感染経路が不明である。また、70代男性1人の死亡が確認された。
4月10日、新たに199人の感染が確認された。そのうち161人の感染経路が不明である。また、4人の死亡が確認された。
4月11日、新たに198人の感染が確認された。そのうち156人の感染経路が不明である。
4月12日、新たに174人の感染が確認された。そのうち87人は中野区の中野江古田病院の関係者で、71人の感染経路が不明である。また、2人の死亡が確認された。
4月13日、新たに100人の感染が確認された。そのうち85人の感染経路が不明である。
4月14日、新たに159人の感染が確認された。そのうち107人の感染経路が不明である。永寿総合病院の入院患者4人など5人の死亡が確認された。
4月15日、新たに127人の感染が確認された。そのうち42人は濃厚接触者、2人は海外帰国者で、83人の感染経路が不明である。また、6人の死亡が確認された。
4月16日、新たに151人の感染が確認された。そのうち105人の感染経路が不明である。また、3人の死亡が確認された。
4月17日、新たに206人の感染が確認された。そのうち138人の感染経路が不明である。
4月18日、新たに186人の感染が確認された。そのうち130人の感染経路が不明である。また、5人の死亡が確認された。
4月19日、新たに109人の感染が確認された。そのうち67人の感染経路が不明である。また、3人の死亡が確認された。
4月20日、新たに101人の感染が確認された。そのうち77人の感染経路が不明である。また、永寿総合病院の入院患者3人など6人の死亡が確認された。
4月21日、新たに123人の感染が確認された。そのうち42人は濃厚接触者で、残りの81人の感染経路が不明である。また、4人の死亡が確認された。
4月22日、新たに123人の感染が確認された。そのうち49人が濃厚接触者で、74人の感染経路が不明である。
4月23日、新たに134人の感染が確認された。そのうち85人の感染経路が不明である。また、女優の岡江久美子など6人の死亡が確認された。
4月24日、新たに170人の感染が確認された。感染者の濃厚接触者89人のうち26人は練馬区の練馬光が丘病院の関係者で、残りの81人は感染経路が不明である。また、永寿総合病院の入院患者4人など6人の死亡が確認された。
4月25日、新たに119人の感染が確認された。そのうち51人は濃厚接触者で、68人の感染経路が不明である。また、永寿総合病院の入院患者2人など7人の死亡が確認された。
4月26日、新たに82人の感染が確認された。そのうち56人の感染経路が不明である。
4月27日、新たに41人の感染が確認された。そのうち17人の感染経路が不明である。また、練馬光が丘病院の入院患者2人など6人の死亡が確認された。
4月28日、新たに113人の感染が確認された。そのうち70人は濃厚接触者、1人は海外帰国者で、43人の感染経路が不明である。また、墨東病院の入院患者1人など2人の死亡が確認された。
4月29日、新たに47人の感染が確認された。そのうち17人は濃厚接触者、3人は海外帰国者で、27人の感染経路が不明である。また、9人の死亡が確認された。
4月30日、新たに59人の感染が確認された。そのうち43人は濃厚接触者で、16人の感染経路が不明である。また、3人の死亡が確認された。

#### 5月
5月15日、東京都の累計感染者が5,000人を超えた。
同月25日、発令されていた緊急事態宣言が全面的に解除された。
月中に離島の御蔵島で初症例が発生。

#### 6月
6月2日、東京都は5月下旬ごろから再び感染拡大の兆候があるとして独自の警戒情報である「東京アラート」を発動した。同11日、発動の目安を下回ったことから「東京アラート」を解除した。
6月24日、新たに55人の感染が確認された。このうち、23人の感染経路が不明である。5月5日以来、1日あたりの感染者が50人を超えた。
6月27日、東京都の累計感染者が6,000人を超えた。

#### 7月
7月2日、新たに107人の感染が確認され、そのうち45人の感染経路が不明である。また、5月2日以来1日の感染者が100人を超えた。
7月9日、新たに224人の感染が確認され、このうち104人の感染経路が不明である。また、4月17日以来1日の感染者が200人を超え、過去最多を更新した。
7月22日、東京都の累計感染者が10,000人を超えた。
7月23日、新たに366人の感染が確認され、そのうち255人の感染経路が不明である。また、初めて1日の感染者が300人を超えた。
7月31日、新たに463人の感染が確認され、このうち289人の感染経路が不明である。また、初めて、1日の感染者が400人を超えた。

#### 8月～11月
8月1日、新たに472人の感染が確認された。このうち305人は感染経路不明である。1日あたりの感染者としては過去最多を更新した。
8月27日、東京都の累計感染者が20,000人を超えた。
9月中に離島の伊豆大島、八丈島と父島で初症例が発生。
10月25日、東京都の累計感染者数が30,000人を超えた。
11月28日、東京都の累計感染者数が40,000人を超えた。

#### 12月
12月18日、 東京都の累計感染者数が50,000人を超えた。
12月17日、モニタリング会議が開催された。医療提供体制の警戒レベルについて、4段階のうち最も深刻な「体制が逼迫している（レベル4）」に引き上げた。医療提供体制がレベル4になるのは初めてである。
12月26日・27日、検査で陽性となった高齢者のうち、それぞれ70人以上が入院できない状況となった。
12月30日、モニタリング会議が開催された。東京都医師会の猪口正孝副会長は「このままの状況では、（医療提供体制が）破綻の危機に瀕する可能性が非常に高い」と表明した。
12月31日、新たに1,337人の感染が確認され、1日あたりの感染者数が初めて1,000人を超えた。

### 2021年
1月25日、東京都内の累計死者数が1,000人を超えた
2月1日、東京都内の累計感染者数が10万人を超えた。
3月12日、モニタリング会議では、今後の見通しとして「今後、変異株等により第3波を大きく超える再拡大が起こる可能性がある」という見解を検討していたが、公表の直前に削除されて「変異株等により急激に感染の再拡大が起こる可能性」という表現に変更された。
4月15日、モニタリング会議が開かれ、専門家は「第3波より急速に感染が拡大し、波が大きくなる可能性がある」として、強い懸念を示した。さらに小池知事はモニタリング会議のあと、「都外に住む人は可能な限り東京には来ないでほしい」と述べた。
4月25日、東京都に緊急事態宣言が発令された。
5月から8月にかけ、新規感染者数に占めるデルタ株感染者の割合が増加した。7月にはアルファ株を上回り、8月には97.0%、11月には100.0%に到達した
5月9日、東京都の累計死者数が2,000人を超えた。
6月18日、感染者数のこの日までの7日間平均は389.0人で前の週を上回り、感染者数は下げ止まりとなった。前の週を上回るのは5月17日以降のことである。
7月15日に開かれた都のモニタリング会議では、「新規感染者の増加が今のペースで続けば、五輪閉幕直後の8月11日には1週間平均の感染者数が約2400人に達する」との試算が示された。さらに翌週の同月22日のモニタリング会議では、「新規感染者の増加が今のペースで続いた場合、2週間後の8月3日には1週間平均の感染者数が約2600人に達し、2週間を待たずに第3波をはるかに超える危機的な感染状況になる」と強い懸念が示された。
7月26日、東京都内の累計感染者数が20万人を超えた。8月19日、東京都内の累計感染者数が30万人を超えた。
9月18日、東京都内の累計死者数が3,000人を超えた。

### 2022年
2022年は、デルタ株などに代わりオミクロン株の諸亜系統がドミナントを占めた。
前年2021年12月からオミクロン株亜系統の1種であるBA.1の感染者数が増加し、2022年1月にデルタ株を上回り97.0%に達した。1月15日、東京都内の累計感染者数が40万人を超えた。
2月から4月にかけて、新規感染者数に占めるBA.2感染者の割合が増加した。3月にはBA.1とほぼ拮抗状態になり、5月には98.0%に到達した。3月1日に東京都内の累計感染者数が100万人を、累計死者数が4,000人をそれぞれ超えた。
6月から8月にかけて、新規感染者数に占めるBA.5感染者数が増加した。BA.5は各変異株の検出割合において、7月にBA.2を上回って1位の83.1%となり、9月には98.4%に達した。7月27日に東京都内の累計感染者数が200万人を超えた。8月6日に東京都内の累計死者数が5,000人を超えた。9月7日に東京都内の累計感染者数が300万人を超えた。
10月以降、他の変異株の割合が増加し、BA.5感染者数の割合は低下した。10月19日に東京都内の累計死者数が6,000人を超えた。12月29日に東京都内の累計死者数が7,000人を超えた。

### 2023年
前年2022年の11月以降、BQ.1.1, BF.7, BN.1の割合が増加した結果、2023年1月にBA.5の割合が50%を下回った。1月2日に東京都内の累計感染者数が400万人を超えた。2月28日に東京都内の累計死者数が8,000人を超えた。
3月以降、XBB.1.5, XBB.1.9.1等のXBB派生系統の割合が増加し、感染者数が増加した。